# Robert Jones
Robert Clyde "Bobby" Jones, född 18 december 1951 i Charlotte, North Carolina, är en amerikansk före detta basketspelare. Under sin karriär i NBA spelade han för både Denver Nuggets och Philadelphia 76ers. 1983 blev han NBA-mästare med Philadelphia 76ers.
Han var med och tog OS-silver i basket 1972 i München. Detta var USA:s första silver tillika första förlorade guldmedalj i herrbasket i olympiska sommarspelen. 

## Lag
- Denver Nuggets (1974–1978)
- Philadelphia 76ers (1978–1986)